# Jorge Payá
Jorge Payá Rodríguez (Manresa, 10 luglio 1963) è un ex pallanuotista spagnolo, vincitore di una medaglia d'oro ai giochi olimpici di Atlanta 1996.